# Onthophagus musculus
Onthophagus musculus är en skalbaggsart som beskrevs av Frey 1963. Onthophagus musculus ingår i släktet Onthophagus och familjen bladhorningar. Utöver nominatformen finns också underarten O. m. ganganensis.